# Where You Goin' Now
Where You Goin' Now è una canzone del supergruppo statunitense Damn Yankees, estratta come singolo dal loro secondo album Don't Tread sul finire del 1992. Ha raggiunto la posizione numero 20 della Billboard Hot 100 e il sesto posto della Mainstream Rock Songs negli Stati Uniti.

## Tracce
7" Single A|B Warner Bros. W 0150
1. Where You Goin' Now (versione ridotta) – 4:27
2. This Side of Hell – 4:00

CD Single 9362-40646-2
1. Where You Goin' Now (versione ridotta) – 4:27
2. Where You Goin' Now (Live) – 4:46
3. High Enough (Live) – 4:36

- Le tracce dal vivo sono state registrate a Denver, in Colorado.

## Formazione
- Tommy Shaw – voce, chitarra
- Jack Blades – voce, basso
- Ted Nugent – chitarra, voce
- Michael Cartellone – batteria, cori

## Classifiche
| Classifica (1992)             | Posizione massima |
| ----------------------------- | ----------------- |
| Canada                        | 11                |
| Stati Uniti                   | 20                |
| Stati Uniti (mainstream rock) | 6                 |
| Stati Uniti (pop)             | 10                |
| Stati Uniti (radio)           | 28                |